# Aggretsuko
Aggretsuko ou Aggressive Retsuko (アグレッシブ烈子, Aguresshibu Retsuko) é uma franquia de anime japonês de drama comédia e musical baseada na personagem homônimo criado por "Yeti" para a empresa de mascote Sanrio. A personagem apareceu pela primeira vez em uma série de curtas de animação da Fanworks que foi ao ar na TBS Television entre abril de 2016 e março de 2018. Um original net animation foi lançada mundialmente na Netflix em abril de 2018.

## Enredo
Retsuko é uma panda-vermelho antropomórfico, de 25 anos e solteira, que trabalha no departamento de contabilidade de uma trading japonesa. Enfrentando frustração constante todos os dias de superiores insistentes e colegas de trabalho irritantes, Retsuko deixa suas emoções ir a um bar de karaokê todas as noites e cantar death metal. Após cinco anos de trabalho na rotina diária, seu relacionamento com seus colegas de trabalho está começando a mudar, abrindo-se de maneiras que podem mudar sua vida para melhor... ou para pior.

## Personagens
Retsuko (烈子)
Voz de: Kaolip, Rarecho (japonês); Agatha Paulita (português)
Uma panda-vermelho de 25 anos de idade no departamento de contabilidade de sua empresa, que alivia as frustrações de seu trabalho cantando death metal em um bar de karaokê.  Ela é uma introvertida amável que se esforça para defender-se e propensa a sonhos ingênuo/irrealistas, mas cresce lentamente com a ajuda de seus amigos.
Porcão (Ton) (トン)
Voz de: Souta Arai (japonês); Francisco Junior (português)
O porco diretor do departamento de contabilidade, que constantemente dá a Retsuko momentos difíceis. Ele passa a maior parte do tempo praticando minigolfe em vez de trabalhar, embora seja mostrado que ele é um contador incrivelmente bom, e até tem seus momentos de ouro, como quando ele deu a Retsuko alguns conselhos sinceros sobre ser honesto consigo mesma e seu caminho na vida. Seu personagem é um jogo literal sobre o termo "porco chauvinista".
Fenneko (フェネ子, Feneko)
Voz de: Rina Inoue (japonês); Tarsila Amorim (português)
A colega feneco e amiga mais próxima de Retsuko no escritório. Altamente perceptiva e perspicaz, ela é capaz de deduzir o estado mental de alguém através da mera observação de seus hábitos e desvios deles. Ela tem uma risada muito distinta e monótona.
Haida (ハイ田)
Voz de: Shingo Kato (japonês); Diego Marques (português)
O colega hiena de Retsuko, que desenvolve uma paixão por ela depois de cinco anos juntos como amigos, mas tem dificuldade em expressar o que sente. No final da primeira temporada, Haida conseguiu confessar seus sentimentos a Retsuko.
Gori (ゴリ)
Voz de: Maki Tsuruta (japonês); Adriana Pissardini (português)
Uma gorila que trabalha como diretora de marketing na empresa de Retsuko. Junto com Washimi, ela faz ioga com Retsuko e eventualmente, se junta a ela no karaokê. Apesar de sua natureza séria no trabalho, ela é altamente excitável e tem grande interesse em se relacionar com Retsuko.
Washimi (鷲美)
Voz de: Komegumi Koiwasaki (japonês); Shallana Costa (português)
Uma ave secretário fêmea que trabalha como secretário do presidente da empresa. Com força de vontade e confiante, ela é muito equilibrada e dá a Retsuko muitos conselhos sábios. Ela às vezes usa chutes de cima para baixo para intimidar aqueles que a frustram (principalmente seu chefe), incorporando o comportamento clássico de caça do serpentário.
Tsunoda (角田)
Voz de: Rina Inoue (japonês); Michelle Giudice (português)
Uma gazela alegre e colega de trabalho de Retsuko que freqüentemente bajula Ton para se manter em uma posição favorável e aliviar sua própria carga de trabalho. Sua abordagem desavergonhada à política do escritório lhe dá a ira de muitos. No entanto, ela é altamente autoconsciente e mais genuína do que a maioria acredita.
Komiya (小宮)
Voz de: Rina Inoue (japonês); Yuri Chesman (português)
Um Suricato subordinado de Ton. Como Tsunoda, Komiya bajula Ton, mas ele parece estar motivado pela genuína admiração por Ton, enquanto Tsunoda só o faz por seus próprios benefícios calculados.
Tsubone (坪根)
Voz de: Maki Tsuruta (japonês); Alessandra Araújo (português)
Uma dragão-de-komodo que serve como superiora imediata de Retsuko no departamento de contabilidade. Ela é altamente condescendente e gosta de ver os outros falharem de formas não relacionadas ao trabalho.
Kabae (カバ恵)
Voz de: Yuki Takahashi (japonês); Maria Cláudia Cardoso (português)
Colega hipopótamo fêmea de Retsuko. Kabae é uma hipopótamo de meia-idade que costuma usar sua boca como a fábrica de rumores da empresa (fofocas). Ela é facilmente animada por novas fofocas, mas afirma nunca espalhar nada malicioso.
Resasuke (れさすけ)
Voz de: Shingo Kato (japonês);  Rodrigo Andreatto (português)
O ex-namorado panda-vermelho de Retsuko que trabalha no Departamento de Vendas em sua firma comercial. Apelidado de "Príncipe Fora do Bolso" (dub em JP) ou "Príncipe Egoísta" (dub em PT-BR), ele está constantemente sonhando acordado, irresponsável com tarefas, fala mansa e tem consciência social zero. Ele também tem uma coleção de plantas em sua casa.

## Mídia

### Anime de TV
Uma série de 100 curtas de anime de um minuto dirigidas por Rarecho pela Fanworks foram ao ar na TBS Television entre 2 de abril de 2016 e 31 de março de 2018 como parte do programa de televisão Ō-sama Brunch. A Pony Canyon começou a lançar os curtas em DVD a partir de 18 de janeiro de 2017.

### Série da Netflix
Uma série original da Netflix foi anunciada em dezembro de 2017, com Rarecho retornando como diretor e escritor da Fanworks. A primeira temporada, composta por dez episódios, foi lançada mundialmente em 20 de abril de 2018.
A série foi renovada para uma segunda temporada em 2019, e para uma terceira temporada em 2020.